# 朝鮮民主主義人民共和国の国際関係

北朝鮮と外交関係を有する国々の一覧（2022年時点）赤色は北朝鮮、青色は北朝鮮と国交を有する国、灰色は国交を有さない又は国交を断絶した国。

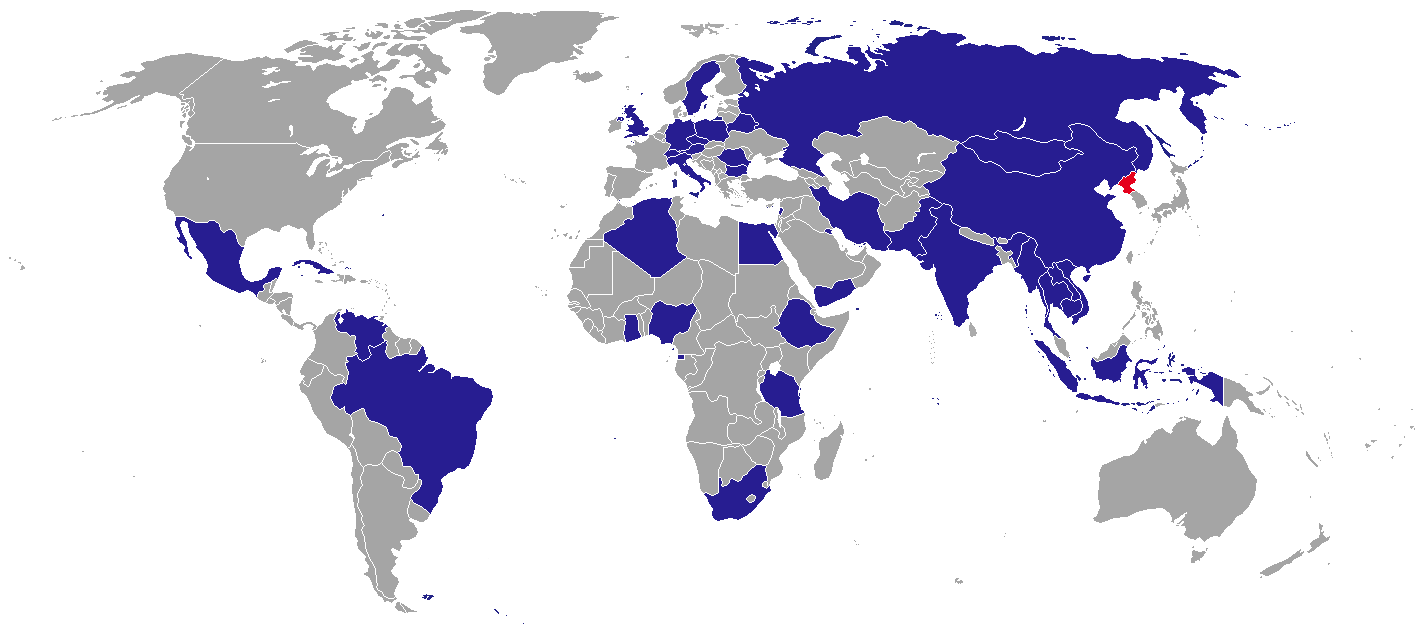
2012年10月時点で北朝鮮の在外公館が存在する国々の一覧。後に閉鎖ラッシュが相次ぎ、在外北朝鮮公館があるのは46カ所（2023年11月29日時点）。国交のある国でも在朝公館の撤退閉鎖が進み、2021年3月時点で残存しているのは13カ国のみである。（北朝鮮と国交を有しながらも、大使館を同国内に置かない国は、マレーシアにおける中華人民共和国の北京にある自国の在中大使館などのように「北朝鮮国外の自国大使館」で北朝鮮関係の事柄を取り扱っている。）

朝鮮民主主義人民共和国の国際関係（ちょうせんみんしゅしゅぎじんみんきょうわこくのこくさいかんけい）では、朝鮮民主主義人民共和国（北朝鮮）の国際関係について記述する。
2023年11月1日時点で、北朝鮮は世界159カ国と国交を有するものの、在外大使館を設置している国は2017年10月時点で24ヵ国に過ぎず、以降も更に断交や撤退が進み、2021年3月時点で13ヵ国のみである。
北朝鮮当局は、各国に設置している在外公館を基点に不法な外貨獲得活動を行ってきた。しかし、制裁強化や財政難による運営費不足で2023年に閉鎖ラッシュが相次ぎ、在外北朝鮮公館数は2023年11月1日時点53カ所から46ヶ所へ減った（2023年11月29日時点）。

## 概要
北朝鮮は、建国以来敵対している西側諸国、およびそれらと友好的な国々とは距離を置いて来た。1970年代から1980年代にかけて、多くの日本人と韓国人の拉致事件を起こした。それらの問題は北朝鮮が拉致を認めることによって部分的には解決したが、2つの国との争いはまだ続いている。1970年代後半までに緊張した南北関係、北朝鮮の外債に対する債務不履行、外交官による薬物密輸報告が起きている。1976から77年にかけて、北朝鮮の駐在外交官らは薬物を密輸していたことが発覚して、ノルウェー、ベネズエラ、インドなどから非難された。
1983年にビルマ（現ミャンマー）でのラングーン事件、1987年の大韓航空機爆破事件の二つのテロ事件で1988年ソウルオリンピック開催の妨害を画策するも、国際的に強く非難された。ビルマは非同盟中立国で大韓民国とも国交を持っていたが、建国の英雄の墓所を爆弾テロに使われたことに憤り、「認識を改めた」として北朝鮮と断交、結果的にソウルオリンピックにはアフリカなどの非同盟諸国も多く参加することになった。オリンピックを機に、後ろ盾であったソ連と中国が韓国と国交を樹立すると、ソ連を始めとする東側諸国から受けていた支援が無くなって財政難に陥り、1993年から2001年にかけて相次いで在外大使館 を閉鎖させた。また、米国は、北朝鮮が大量の高品質な偽ドル札作りをしていることを非難している。しかし、韓国は朝鮮統一を目指して1990年代から続けている太陽政策を維持し、北朝鮮の指導層への非難を避けてきた。
1980年代以降、核問題は北朝鮮の国際関係を圧迫してきた。1994年の米朝枠組み合意を無視し、核の軍事利用計画を継続している証拠があると米国が主張すると、北朝鮮は米軍首脳との私的な懇談においてウラン濃縮計画の存在を認めた。2003年1月10日、北朝鮮はNPTから脱退し、米国との二国間対話を主張したが、同年8月、韓国、中国、ロシア、日本を加えた六者会合を開催することに合意した。会合は2005年9月19日に合意に至るまで2年間続けられたが、2006年10月に北朝鮮が核実験を行い、破綻の危機にさらされた。その後2007年2月13日、米朝および日朝関係の正常化を条件に加えた合意が交わされ、北朝鮮は寧辺核施設での核開発を凍結した。
1945年以降、ソ連は北朝鮮に対する経済的、軍事的支援を行い、そのことが1950年の南への侵攻を可能にした。ソ連は朝鮮戦争の間も支援を続け、停戦後も北朝鮮経済の復興に大きく貢献した。また1958年まで続けられた中国人民志願軍の支援とその存在は中朝関係に大きな影響を与えた。1961年、北朝鮮はソ連、中国と公式にソ朝友好協力相互援助条約、中朝友好協力相互援助条約をそれぞれ締結した。冷戦期のほとんどにおいて、北朝鮮はソ連、中国と等間隔をとり続け、いずれか一方に明確に擦り寄ることは避けてきた。
1970年代から1980年代前半にかけて起きた米中国交樹立、ソ連の支援を受けたベトナムによるカンボジア占領、ソ連のアフガニスタン侵攻は、中国とソ連の緊張を生み出した一方で、北朝鮮はこれら主要な共産主義の同盟国との関係を維持した。北朝鮮は中ソ対立に巻き込まれることを避けようとしてきたが、両国からの支援は受け続け、いずれか一方に依存することは避けようとした。1984年、金日成国家主席がモスクワを訪問し、ソ朝関係は劇的に改善した。これにより北朝鮮はソ連の最新兵器と、多くの経済支援を得ることができた。
韓国は1990年にソ連と、1992年には中国とそれぞれ国交を樹立し、北朝鮮とその伝統的な同盟国との関係は危機に瀕した。それだけでなく、1989年の東欧諸国、1991年のソ連解体により、北朝鮮の同盟国、特にソ連からの支援は劇的に減少した。これらの変化とこれらの同盟国から軍事的、経済的支援を受けられなくなった事実があるにもかかわらず、北朝鮮は主体思想に基づき、どの国にも依存しない好戦的な態度をとり続けることを宣言した。
1992年4月20日、金日成主席の80歳の誕生日に「平壌宣言」（正式名：社会主義偉業を擁護し前進させよう）が採択された。この宣言には金日成の誕生日に出席と祝いに来て集まった世界70カ国の政党代表（うち48人は党首）が署名した。その中にはソ連や東欧で新たな社会主義運動を展開している諸政党が含まれていた。
また、北朝鮮は多くの多国籍機構に参加している。1991年9月、北朝鮮は国際連合に加盟した。他にも北朝鮮は国際連合食糧農業機関、国際民間航空機関、万国郵便連合、国際連合貿易開発会議、国際電気通信連合、国際連合開発計画、国際連合教育科学文化機関、世界保健機関、世界知的所有権機関、世界気象機関、国際海事機関、赤十字国際委員会、非同盟運動に属している。
2000年7月、北朝鮮はASEAN地域フォーラム（ARF）に参加し、7月26日から27日にかけてバンコクで開催されたARF閣僚会議に白南淳外相が出席した。北朝鮮はその年から二国間関係を構築し始め、イタリア、オーストラリア、フィリピンと国交を樹立した。英国は2000年12月13日、カナダは2001年2月、ドイツとニュージーランドはそれぞれ2001年3月1日に北朝鮮と国交を樹立した。米国とフランスは北朝鮮と国交がなく、樹立しようとする意思も示していない。しかし、パリ近郊に大使ではないが代表団を派遣している他、国連代表部があるニューヨークに外交官が駐在している。しかし、近年では国連から制裁を受ける北朝鮮との貿易停止や外交官を追放するなど関係を見直す動きが友好国 も含め各国で起きている。2021年3月末にはイギリス、ベネズエラ、ブラジル、ドイツ、イタリア、ナイジェリア、パキスタン、ポーランド、チェコ、スウェーデン、スイス、フランスの大使館も閉鎖され、全ての国際機関やNGOが北朝鮮から撤退した。

### 韓国との「統一」
1950年6月25日の朝鮮戦争開戦から1953年7月27日の朝鮮戦争休戦協定署名以後、数十年間に渡り、南北関係は浮き沈みを繰り返している。
1960年に四月革命が勃発し、初代韓国大統領であった李承晩が学生、市民によって打倒された後、同年8月14日に首相の金日成は「連邦制統一案」を提案し、北南両政府代表による「最高民族委員会」の設立を訴えたが、翌1961年の朴正煕による5・16軍事クーデター以後、この提案は顧みられずに流れてしまった。
1971年8月、南北朝鮮は朝鮮分断統治および朝鮮戦争期に生じた多くの離散家族の再会を目指し、赤十字社を通じて対話を持つことで合意した。数度の非公式な会合の後、1972年7月4日、両国は平和的統一と半島を覆っていた敵対的な雰囲気を終結させることで合意し、「南北共同声明」を発表した。赤十字社の調整により両政府間の相互訪問と定期的な対話の機会が設けられた。しかし、1973年、これらの交流は単独での国連加盟を望む韓国の思惑と、朴正煕大統領の維新クーデター直前の韓国の野党・新民党の大統領候補金大中が日本の東京滞在中に大韓民国中央情報部（KCIA）によって拉致された金大中拉致事件により、朴正煕から中止が発表された。
その後、金日成主席は1980年10月10日に「高麗民主連邦共和国」創設を全斗煥大統領に提唱したが、南北朝鮮は1984年まで大きな接触はなかった。
1984年9月、韓国は深刻な洪水を契機に北朝鮮の救援物資を受け入れ、対話は再開された。赤十字は離散家族の再会事業を再開し、政府レベルでの経済や貿易の交流が行われた。しかし、1986年1月、北朝鮮は米韓合同軍事演習「チーム・スピリット」が対話の精神に矛盾していると主張してすべての対話を中止した。その後1988年開催予定のソウルオリンピックの共催について短い間に多くの話し合いが行われたが失敗に終わり、その後大韓航空機爆破事件が起きた。
1988年7月、韓国の盧泰愚大統領のイニシアティブにより、南北の交流、離散家族の再会、南北朝鮮間の貿易と国際フォーラムでの接触など新しい南北交流を呼びかけた。その後、盧泰愚は国連総会の演説でもこのイニシアティブについて語り、北朝鮮と初めて安全保障問題について話し合うことを提案した。
盧泰愚大統領が提案した協議は1989年9月に開始された。1990年9月、8回行われた南北高位級会談の第1回目がソウルで行われ、実りある対話が開始された。高位級会談では2つの合意文書が交わされた。南北の和解と不可侵および交流、協力に関する合意書（南北基本合意書）と朝鮮半島の非核化に関する共同宣言（南北非核化共同宣言）である。
南北基本合意書は1991年12月13日に締結され、南北の和解と不可侵および4つの共同委員会の設立が公約として掲げられた。これら4つの委員会（南北和解共同委員会、南北軍事共同委員会、南北経済協力・交流共同委員会、南北社会文化協力・交流共同委員会）は基本合意の一般条項を履行するためのものである。問題の詳細を審査する分科委員会は板門店に連絡事務所を設けた。しかし、1992年秋、核問題の緊張の高まりによってプロセスは中止された。
非核化に関する共同宣言は1991年12月31日に交わされた。核の実験、製造、授受、保有、配備、使用と核の再処理施設、ウラン濃縮施設の保有が禁止された。南北朝鮮による査察団が組織され、南北核統制共同委員会（JNCC）に半島の非核化を確認する権限が与えられた。
北朝鮮は1985年に核拡散防止条約に署名する際、国際原子力機関（IAEA）と核の不拡散で合意していたが、1992年1月30日、北朝鮮は再びIAEAと合意した。この合意により、1992年6月、IAEAは査察を開始した。1992年3月、南北非核化共同宣言で南北核統制共同委員会を設立することで一致したが、その後の会合で両国による査察体制の確立について合意には至らなかった。
1990年代が進むにつれて、北朝鮮核問題は南北関係と米朝関係の主要な議題になった。南北朝鮮核査察体制による非核化共同宣言の履行は遅々として進まなかったため、1993年、米韓合同軍事演習が再開された。北朝鮮が1993年にIAEAの査察官に対し疑惑の放射性廃棄物最終処分場への立ち入りを禁止すると状況は急速に悪化し、1993年、核拡散防止条約からの脱退を表明した。その後2年間、米国は北朝鮮との直接対話に応じ、一連の核問題に関する合意に至った。1994年、米国のジミー・カーター元大統領は北朝鮮を訪問して金日成主席と会談し、史上初の南北首脳会談を行うことで合意した。両国は7月に再び協議を行う予定であったが、金日成の死去により延期された。なお、米朝関係に於いては金日成主席死後、米国との間で1994年10月21日に米朝枠組み合意が結ばれている。
1960年代から1970年代にかけて「漢江の奇跡」と呼ばれる高度経済成長を経た韓国は、アジアの虎としての地位を占める一方で、1998年に成立した金大中政権の「太陽政策」により北朝鮮に対して援助の手を差し伸べた。2000年には南北首脳会談が実施され、金大中大統領と金正日国防委員長の間で6.15南北共同宣言が締結された。1998年2月25日から2008年2月24日までの間、金大中、盧武鉉の両政権によって実施された「太陽政策」により、韓国は食料や他の援助物資を北朝鮮に送ったが、北朝鮮の核兵器開発計画には融和的態度をとった。
2008年2月25日に韓国大統領に就任した親米保守派の李明博は対北朝鮮宥和政策であった太陽政策を転換した。北朝鮮側も韓国からの宥和政策転換に応じ、2008年3月27日、北朝鮮は軍事境界線付近にある開城工業地区に駐在していた韓国の11人の統一部職員の退去を要求し、韓国は彼らを召還した。2008年3月17日、韓国の金夏中統一部長官は北朝鮮核問題の進展がない限り工業地区の拡張は難しいと語った。
2008年3月28日、韓国の国防筋は北朝鮮が西海岸に向け短距離ミサイルの発射したと伝えたが、韓国大統領府は北朝鮮の「通常の軍事訓練」だとしてとりあわなかった。2008年3月27日、韓国政府は北朝鮮から統一部職員11名を召還し、金夏中統一部長官が会見を行った。彼は北朝鮮核問題の進展がない限り経済協力は難しいと語った。
2008年10月、北朝鮮は韓国が「中傷キャンペーン」を行っているとして戦争の対話を徐々にやめていった。北朝鮮の軍部は韓国が敵視政策をやめなければ韓国を「瓦礫の山」にすると脅迫した。北朝鮮の軍部のスポークスマンは「傀儡政権は我々独自の進んだ先制攻撃がわが国に反対するものをすべて破壊し、統一も水泡に帰すことを覚えておいたほうがいい」と語った。これは両国の軍の幹部が司令官のコミュニケーションを改善する方法を面と向かって話し合ったという稀な出来事の翌日に起こった。しかし、この問題はその後何の進展もない。

## 朝鮮民主主義人民共和国に対するグローバルな認識
| 調査対象国     | 肯定 | 否定 | どちらでもない | 肯定-否定 |
| -------------- | ---- | ---- | -------------- | --------- |
| アメリカ合衆国 | 5%   | 88%  | 7              | −83       |
| イギリス       | 7%   | 89%  | 4              | −82       |
| オーストラリア | 6%   | 87%  | 7              | −81       |
| フランス       | 9%   | 85%  | 6              | −76       |
| カナダ         | 10%  | 81%  | 9              | −71       |
| スペイン       | 5%   | 75%  | 20             | −70       |
| ギリシャ       | 6%   | 64%  | 30             | −58       |
| 中国           | 19%  | 76%  | 5              | −57       |
| ドイツ         | 1%   | 56%  | 43             | −55       |
| ブラジル       | 23%  | 60%  | 17             | −37       |
| メキシコ       | 24%  | 54%  | 22             | −30       |
| ペルー         | 22%  | 51%  | 27             | −29       |
| インドネシア   | 17%  | 46%  | 37             | −29       |
| インド         | 19%  | 40%  | 41             | −21       |
| トルコ         | 34%  | 44%  | 22             | −10       |
| ロシア         | 20%  | 30%  | 50             | −10       |
| ナイジェリア   | 33%  | 42%  | 25             | −9        |
| ケニア         | 27%  | 36%  | 37             | −9        |
| パキスタン     | 20%  | 25%  | 55             | −5        |

| 調査対象国     | 肯定 | 否定 | どちらでもない | 肯定-否定 |
| -------------- | ---- | ---- | -------------- | --------- |
| 日本           | 1%   | 91%  | 8              | -90       |
| 韓国           | 3%   | 91%  | 6              | -88       |
| アメリカ合衆国 | 4%   | 90%  | 6              | -86       |
| ドイツ         | 3%   | 85%  | 12             | -82       |
| オーストラリア | 8%   | 86%  | 6              | -78       |
| カナダ         | 6%   | 83%  | 11             | -77       |
| イギリス       | 9%   | 83%  | 8              | -74       |
| イスラエル     | 1%   | 70%  | 29             | -69       |
| フランス       | 10%  | 79%  | 11             | -69       |
| スペイン       | 7%   | 73%  | 20             | -66       |
| メキシコ       | 13%  | 47%  | 40             | -34       |
| ブラジル       | 20%  | 54%  | 26             | -34       |
| ペルー         | 22%  | 49%  | 29             | -27       |
| 中国           | 20%  | 46%  | 34             | -26       |
| アルゼンチン   | 12%  | 33%  | 55             | -21       |
| ロシア         | 19%  | 37%  | 44             | -18       |
| インドネシア   | 28%  | 44%  | 26             | -16       |
| インド         | 23%  | 27%  | 50             | -4        |
| パキスタン     | 28%  | 32%  | 40             | -4        |
| ケニア         | 34%  | 34%  | 32             | 0         |
| ナイジェリア   | 42%  | 38%  | 20             | 4         |
| トルコ         | 32%  | 19%  | 49             | 13        |
| ガーナ         | 57%  | 20%  | 23             | 37        |

北朝鮮は国際社会に対し攻撃姿勢を貫き、ラングーン事件や大韓航空機爆破事件、近隣諸国民拉致など国際的テロリズム事件を多数引き起こし、20世紀末から核実験やミサイル発射を断続的に実施しているため、国際社会から憂慮されている。外貨獲得のためには手段を選ばず、通貨偽造や麻薬製造などの犯罪行為に手を染め、また近年は外国へのサイバーテロにも注力し、外国銀行への不正アクセスによって資金を盗んでいる。国際社会からはならずもの国家と見做されており、厳しい経済制裁が行われているにもかかわらず、挑発的行動や犯罪行為の改善は全く見られず、アメリカからはテロ支援国家に指定されている。

## 核開発計画

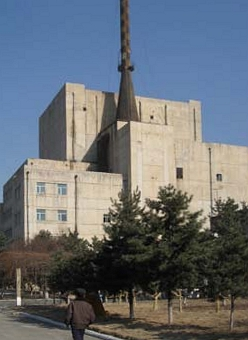
寧辺核施設の5メガワット原子炉。

北朝鮮の核開発は1960年代、核拡散防止条約に加盟するという条件つきでソ連の支援を受けて開始された。1980年代、国産原子炉開発計画が開始され、まず寧辺の5メガワット黒鉛減速ガス冷却炉が完成し、その後も50メガワット、200メガワットの原子炉を建設する計画が立てられた。
1980年代後半、北朝鮮が核を軍事目的で利用する懸念が浮上し、1994年、北朝鮮が核拡散防止条約から脱退する寸前までいった。しかし、枠組み合意により政治的、経済的関係を正常化するとともに、朝鮮半島エネルギー開発機構（KEDO）を通じて米国など数ヵ国が核開発計画を放棄する代わりに北朝鮮に2つの軽水炉を建設することを約束したことでこの危機は一時的に解決された。
この合意はKEDOによる軽水炉建設計画がなかなか進まなかったことと共和党のジョージ・W・ブッシュ大統領による「悪の枢軸発言」のため2001年以降破綻を来たし始めた。2002年の暮れ、米国は核拡散防止条約に反して核兵器開発計画を継続しているとして北朝鮮を非難し、枠組み合意による暫定的な北朝鮮への重油の供給を停止すると、2003年、北朝鮮は核拡散防止条約からの脱退を表明した。北朝鮮はこれらの非難を否定し、核拡散防止条約で認められている原子力エネルギーの平和利用の権利を行使しているだけだと主張した。
北朝鮮の核拡散防止条約脱退後、周辺国はただちにこの危機がこれ以上悪化するのを外交手段で防ぐことを模索した。その結果、2003年、六者会合が北京で開始された。その成功により、米朝関係は疑問が呈され、最も争いのある要素となった。例えば、北朝鮮は2005年2月10日、核兵器保有を宣言し、2006年10月6日、北朝鮮は核実験を行い、成功したと発表した。これに対して米国は北朝鮮の銀行資産を凍結した。そのため、六者会合は2006年12月中旬まで13ヶ月間延期された。直近に行われた第6フェイズの第5ラウンドは2007年2月8日から行われ、最終的に合意に至り、合意から30日以内にすべての当事国が合意事項を開始し、合意から60日以内に米朝、日朝関係の正常化に向けた協議が開始されることになった。関係各国による合意の履行は首尾よく行われており、さらなる対話が予定されている。
2008年3月3日、北朝鮮は米韓が軍事演習を行ったことに対し、核抑止力を支持すると脅迫して、不穏な空気に一撃を与えた。一週間後、ワシントンと平壌の間で文化的な外交を行い、暖かい絆を作ろうとする雰囲気が生まれ、ニューヨーク・フィルハーモニックが北朝鮮を訪問し公演を行った 。
米国の情報当局者によると、2008年4月24日、米国の議員が北朝鮮が支援していたシリアの核施設は、2007年9月、イスラエル国防軍により空爆されたと語った。北朝鮮が必要な燃料をシリアに供給した、或いはしようとしていたのかどうかは明らかではない。

## 領土問題
軍事境界線は韓国との緊張を生み出している。また北朝鮮は現在も朝鮮半島全土の領有を主張している。

## 国連機関による各種支援
国連機関による対北朝鮮支援の年間支援規模が2015年に2370万ドルで、2016年には3050万ドルだった。6回目の核実験とミサイル発射直前の2017年1～9月の国連機関による対北朝鮮支援の規模が文在寅大統領が決めた韓国政府による800万ドルの支援を除いても、3280万ドル（約37億円）となり9ヶ月で前二年間をそれぞれ上回ったことが韓国外交部が提出した国政監査資料で明らかになった。2017年は機関別で国連世界食糧計画（WFP）が2300万ドル、国連児童基金（ユニセフ）が670万ドル、世界保健機関（WHO）が130万ドル、国連食料農業機関（FAO）が80万ドル、国連人口基金（UNFPA）が80万ドル、国連人道問題調整事務所（OCHA）が20万ドルの北朝鮮への支援を行ったと報告されたため、北朝鮮による核実験の実施やミサイル発射で国際社会の対応の最中に意外だと報道された。

## 外交・外交官亡命・被祝電
北朝鮮は贈り物の授受が外交儀礼の中で重要な役割を果たしている数少ない国家である。朝鮮中央通信（KCNA）は金正日が他の国家や機構の指導者から花束を受け取ったり、贈り物を渡すところを常に報道している。それがどんな贈り物なのか言及されることは絶対にないが、金総書記は世界の指導者から受け取った膨大な文化や他の記念品のコレクションを持っており、一部は国際親善展覧館で公開されている。2000年に平壌を訪問したマデレーン・オルブライト元国務長官は、NBAバスケットボールに関心がある金総書記にマイケル・ジョーダンがサインしたバスケットボールを贈呈した。
北朝鮮の日米に対する外交の特徴は朝鮮中央通信を通じて日米の軍事能力についてしばしば痛烈に批判するということである。日米の些細な声明や行動を戦争を再開する宣言だとみなしている。北朝鮮は国営メディアなどでたびたび「ソウルを火の海にする」と韓国を恫喝する。国営メディアが「火の海」という表現を使った回数を、2000年以降の使用数はロイター通信がまとめており、ほぼ毎年使用している。
2008年、ニューヨーク・フィルハーモニックが北朝鮮を訪問し、米国の芸術団体が初めて北朝鮮で公演を行った（2008年ニューヨーク・フィルハーモニックの北朝鮮公演）。

### 外交官の亡命
1991年を皮切りに、国外に駐在している北朝鮮の外交官による亡命が相次いでいる。北朝鮮外交官の亡命は高英煥駐コンゴ大使館一等書記官、1993年洪淳京駐タイ大使館参事官、1996年玄誠一駐ザンビア3等書記官、1997年張承吉駐エジプト大使、1998年金東珠駐ローマ国連農業機構3等書記官、1999年金京泌駐ドイツ利益代表部書記官が亡命した。2016年7月に駐ロシア大使館三等書記官の男性が家族と共に韓国へ亡命し、8月には駐英国大使館公使の太永浩が妻子と共に韓国へ亡命した。2019年7月に趙誠吉（チョ・ソンギル）駐イタリア大使代理、同年9月にはリュ・ヒョンウ駐クウェート大使代理が亡命。2023年11月、リ・イルギュ駐キューバ政務参事官が亡命した。

### 被祝電
2017年、北朝鮮の政権樹立日（9月9日）と朝鮮労働党創建日（10月10日）に合わせて、各国首脳から金正恩朝鮮労働党委員長に向けて贈られた祝電数は、28か国30通（シリア、パレスチナは2通）であった。2016年と比較して16か国（ポルトガル、エチオピア、インドネシア、ミャンマー、カンボジア、ウガンダなどが）減となる一方、新たに3か国（マリ、ドミニカ共和国、ベラルーシ）の首脳が加わっている。

## 二国間関係

### アジア

#### 東アジア

##### 中華人民共和国
一般的に両国は良好な関係であると思われている。また大使もロシアと並んで別格扱いとされ、それなりの人物を派遣している。また長期にわたって安定した関係をということで、比較的大使の在任期間は長い目になる。（2021年現在の大使は李龍男、平均すると約8年から10年程度）中国は中朝友好協力相互援助条約によって北朝鮮と軍事同盟を結んでいる唯一の国であり、北朝鮮の対外貿易の9割超も占めてきた。2008年6月、外交問題評議会は中国を「北朝鮮の最も重要な同盟国であり、かつ最大の貿易相手国、そして主要な食料、武器および燃料の供給国である」とし、さらに「北朝鮮は1980年代前半から経済的に中国に依存しており、エネルギーの90％は中国からのものである」と分析している。現在、中国による北朝鮮への投資は15億ユーロに上っていると見られ、北朝鮮にとっては中国の後ろ盾が国家の存亡に関わっていると言っても過言ではなく、また、中国も北朝鮮に対する有利な地位を固めている。
また、中国の北朝鮮に対する歴史的な宗主国 - 属国関係や中国の北朝鮮に対する政治的・経済的影響故に、北朝鮮を中国領土、もしくは中国の植民地と見なす報道や記述が世界各国で存在する。
一方で大韓航空機爆破事件を契機として中朝はそれ以前の綿密な連携は望めなくなった一面もある。近年の北朝鮮の日米韓に対する無用の挑発は中国指導部の反感を買っている。鉄道貨物で支援物資を北朝鮮に送ったところ、中国国鉄所有の貨車までスクラップにして処分してしまい、中国から抗議を受けた。民間でも度重なる核実験や朝鮮人民軍の脱北兵士による越境犯罪で中朝国境で北朝鮮に対する住民感情や中国世論は厳しくなっており、中国各地では反北朝鮮デモも起きている。他にも2013年12月、親中派だった張成沢が死刑になったのを境に中朝関係が悪化している。国連の対北経済制裁に中国はロシアとともに賛成し続けており、北朝鮮は中国を「米国に追従した」と批判することもある。2017年に中国は北朝鮮企業との合弁や北朝鮮人の新規雇用と銀行口座を禁止し、これにより貴重な外貨獲得源だった世界に約130店ある北朝鮮の食堂事業のうち世界最大の北朝鮮レストラン など中国にある100店が閉鎖されることになり、北朝鮮は中露に派遣している労働者に帰国を命じている。また、北朝鮮の科学者は論文発表の9割近くが共同研究であり、そのうち共同研究相手は80.9％も中国人科学者が占める ことから中国は科学技術の流出を懸念して北朝鮮からの留学生の受け入れを中止して国内の北朝鮮留学生を監視して大学の研究室などへの出入りも禁止したとされる。しかしながら対外的に北朝鮮の体制を擁護しているのは、韓国を基本とした統一がなされた場合、中国と陸続きの位置に米軍が進出する可能性を懸念しているためともされる。そのため、中国は北朝鮮や韓国の頭越しで朝鮮半島有事を想定した核の確保や38度線を越えた米軍の撤退などの具体的対応を米国と協議していることが米国政府から公表されている。また、北朝鮮からの難民対策も米国と協議しており、中朝国境には難民収容所の建設が進んでおり、脱北者の第三国への移動を認める異例の措置も行っている。2018年からは3月に金正恩は最高指導者就任後初の外遊として訪中して習近平と最高指導者就任後初の外国との首脳会談を行って「初外遊先に北京を選んだのは当然だ。中国との関係を重視する私の厳粛な義務だ」と述べ、習近平は金正恩から「最も立派な友人で最も親しい同志」「偉大な領袖」「偉大な指導者」とまで呼ばれ、同年6月の米朝首脳会談の際は李克強首相も移動用に政府専用機を金正恩に貸し、習近平の誕生日の際は金正恩は中朝の血盟を強調する祝賀をおくり、金正恩は度々訪中している。
北朝鮮当局が黄海と日本海の漁業権を中国に売却したことで北朝鮮近海では1000隻を超える中国漁船が操業しており、中国の乱獲により沖合に出た北朝鮮漁船が日本に相次いで漂着する原因にもなっている。

##### モンゴル
北朝鮮とモンゴルの関係は1948年、ソ連の支援を受けて金日成が樹立した政府をモンゴルが承認したときまで遡る。朝鮮戦争ではモンゴルも北朝鮮を支援した。両国は友好協力条約を1986年に締結した。1988年、金日成はモンゴル人民共和国を訪問した。しかし、両国の関係は1990年のモンゴル人民共和国の民主化によるモンゴル国成立と韓国との国交正常化、更に1991年12月のソ連の崩壊により悪化した。両国は友好協力を1995年と1999年に破棄した。1999年に韓国の金大中大統領がモンゴル国を訪問した際、北朝鮮はウランバートルの大使館を閉鎖した。2001年、モンゴルは2人の北朝鮮の外交官が偽100ドル札を流通させようとしたとして追放した。2002年からは関係修復し、友好協力議定書を交わしている。首都ウランバートルには韓国・北朝鮮の二つの大使館があるため、モンゴルで“南北接触”が行われることも多い。北朝鮮にとってモンゴルは『ヒト・モノ・カネ』の密輸ルートであり、韓国での暗殺のための北朝鮮の工作部署や偵察総局がモンゴルにあったことが発覚した事件やウランバートル～北京を往来する列車を使っての密輸事件もあった。そのため両国関係には、密輸・ドルや円の持ち込み・マネーロンダリング(資金洗浄)・偽札製造など暗部があることが指摘されている。モンゴルは毎年北朝鮮からの要請に基づき、食糧支援や北朝鮮労働者の受け入れを行っている。しかし、国際連合の制裁に基づき、2017年7月にモンゴルに滞在していた7割の北朝鮮労働者が帰国し、同年12月にモンゴル政府は契約更新を禁止して送還し始めている。
2016年以降も在北朝鮮モンゴル大使館と在モンゴル北朝鮮大使館があり、韓国とも国交を有している。

##### 日本
日本は、1965年に批准した日韓基本条約により、韓国を「朝鮮半島唯一の国家」と表明しており、北朝鮮を国家として承認していない。従って、両国に国交はない。
近年は北朝鮮の核実験や北朝鮮によるミサイル発射実験などの影響で、日朝関係は悪化している。一方で、北朝鮮と日本は北朝鮮が1970年代から1980年代にかけて行った日本人の拉致問題について六者会合で話し合いを続けている。

##### 台湾（中華民国）
朝鮮民主主義人民共和国は台湾（中華民国）を国家として認めていないため両国に国交はない。
ただし、「北朝鮮と台湾は正式な国交はないものの、昔から両国では盛んに貿易が行われるなど関係は良好であった」という見解もある。

#### 東南アジア

##### インドネシア
インドネシアには北朝鮮大使館があり、北朝鮮の平壌に在北朝鮮インドネシア大使館を置いている。

##### カンボジア
カンボジアとは、1964年に国交樹立してから友好関係にある。ノロドム・シハヌークは平壌で亡命生活を送っていた時期があった。2015年には北朝鮮運営の博物館の開設がデイリーNKにて報道された。カンボジアには北朝鮮大使館があり、北朝鮮の平壌に在北朝鮮カンボジア大使館を置いている。

##### マレーシア
マレーシアは、2017年まで北朝鮮との外交関係や経済関係を構築していた。2009年から2017年にかけて、マレーシア国籍保有者は査証なしで渡航が可能であった。北朝鮮が査証なしで入国を認めるのは、マレーシアが最初であり唯一の事例である。また、マレーシアのHELP大学 は2013年に金正恩に対し、経済学の名誉博士号を授与した。マレーシアには北朝鮮大使館があり、平壌に在北朝鮮マレーシア大使館を置いていたが、2017年の金正男殺害事件により緊張関係になったマレーシア政府は対北輸入停止と平壌の大使館閉鎖を決定した。2017年3月末にマレーシアが金正男の遺体を北朝鮮へ引き渡し、北朝鮮国籍の暗殺容疑者らの出国を認めるまで、平壌にあるマレーシア大使館の職員とその家族の出国を禁止する人質外交を受けて、「身辺の安全問題があるため、帰国させた大使館員を再び北朝鮮へ派遣するのは正しいことではない」として同年11月にマレーシアの在北朝鮮大使館は閉鎖された。これを受けて、以降も北朝鮮に大使館を置いている国は24ヵ国になった。

##### シンガポール
1975年に韓国・北朝鮮と南北同時修交した国であり、シンガポールには韓国大使館と共に北朝鮮大使館があるが、シンガポールは韓国には大使館を置いているのに対して北朝鮮に大使館を置いていない。2017年11月にシンガポールは国際社会の北朝鮮制裁に参加のために北朝鮮との商業貿易の全面停止を決定した。その時点で北朝鮮にとって、第7位の貿易相手国であった。
北朝鮮人のノービザ入国が可能な国であるため、外貨稼ぎの場所として北朝鮮の貿易・船舶会社などが多数進出している。

##### フィリピン
2017年9月に相次ぐ核実験とミサイル発射を受けて、北朝鮮にとって第5位の貿易相手国であるフィリピンは国連の制裁決議を受けて貿易の停止を決定することで北朝鮮との経済関係を縮小させた。

##### ラオス
ラオスには北朝鮮大使館があり、北朝鮮の平壌に在北朝鮮ラオス大使館を置いている。2017年9月に北朝鮮の建国69周年に際し、ラオスのブンニャン・ウォラチット国家主席が金正恩に祝電を寄せた。

##### ベトナム
ベトナムには北朝鮮大使館があり、北朝鮮の平壌に在北朝鮮ベトナム大使館を置いている。

##### タイ
タイには北朝鮮大使館があるが、タイは北朝鮮に大使館を置いていない。2017年に相次ぐ核実験とミサイル発射を受けて、北朝鮮との経済関係を縮小させた。

##### ミャンマー
ミャンマーには北朝鮮大使館があるが、ミャンマーは北朝鮮に大使館を置いていない。

#### 南アジア

##### パキスタン
パキスタンは北朝鮮と国交と貿易関係を維持している。両国は1970年代、ズルフィカール・アリー・ブットーが政権の座にあったとき、国交を樹立した。パキスタンは北朝鮮の平壌に大使館を持ち、北朝鮮はイスラマバードの大使館を維持し、また他の都市にも領事館を設けている。両国は民間、軍事双方の分野で強い関係にあると伝えられている。
ただし2017年、パキスタンも北朝鮮の対北制裁に参加した。

##### インド
インドには北朝鮮大使館があり、北朝鮮の平壌に在北朝鮮インド大使館を置いている。インドは北朝鮮にとって3番目の貿易相手国だったが、2017年4月に国連の制裁決議を受けてインド国内の北朝鮮関連資産をすべて凍結 して食料と医薬品を除く全面禁輸を実施した。

##### ネパール
ネパールには北朝鮮の大使館があるが、2023年11月、北朝鮮側が大使館の閉鎖を決定。ネパールは北朝鮮に大使館を置いていない。2017年9月に北朝鮮の建国69周年に際し、ネパールのビドヤ・デビ・バンダリ大統領が金正恩に祝電を寄せた。

##### バングラデシュ
バングラデシュには北朝鮮大使館があるが、バングラデシュは北朝鮮に大使館を置いていない。

#### 中央アジア

##### キルギス
北朝鮮と国交を有していて、北朝鮮が2017年4月時点で北朝鮮人がビザなしで入国できる38カ国の一つである。

### アフリカ
2015年時点では、北朝鮮が派遣した外交官や工作員などが外貨獲得のために密猟や密売で荒稼ぎする場になっている
。

#### ナミビア
北朝鮮の大使館は無いが、北朝鮮の友好国である。2015年に北朝鮮の外相を迎えたハーゲ・ガインゴブ大統領は、ナミビアは今後も兄弟国である北朝鮮との友好協力関係を強化発展させるために、「あらゆる努力」をすると強調した。ナミビアと北朝鮮の友好関係は様々な分野に渡り、アメリカの制裁対象になっている北朝鮮の武器会社の朝鮮鉱業開発貿易会社（KOMID）の北朝鮮人らが駐在して、秘密裏に弾薬工場をナミビアに建設していることなどが報道されている。

#### ジンバブエ
1980年10月、金日成とジンバブエのロバート・ムガベ大統領は軍事的な交流を行う合意文書に署名した。その後、ジンバブエ第5旅団として知られることになる兵士を訓練するため、106人の北朝鮮の軍事顧問団がジンバブエに到着した。2011年に金正日が死去した際も、ムガベは弔電を寄せており、2017年にムガベが死去した際も、金正恩は弔電を寄せている。

#### ガーナ
ガーナには北朝鮮大使館があるが、ガーナは北朝鮮に大使館を置いていない。

#### アンゴラ
アンゴラには北朝鮮大使館があったが、2023年10月末に閉鎖され、アンゴラは北朝鮮に大使館を置いていない。
2017年11月22日には自国に滞在していた北朝鮮労働者を全員出国させた。

#### ガンビア
北朝鮮と国交を有していて、北朝鮮が2017年4月時点で北朝鮮人がビザなしで入国できる38カ国の一つ。

#### モザンビーク共和国
モザンビークでは2018年に国連制裁決議違反の漁業と軍事協力・取引を続けて北朝鮮の外貨稼ぎを助けていることが発覚している。モザンビークは国連制裁を遵守するか北朝鮮と違法取引を続けるか注目されている。

#### 南アフリカ共和国
南アフリカ共和国は北朝鮮と国交を有している。1986年以来、外交官がらみのサイの角や象牙の密売買事件29件のうち18件に北朝鮮の外交官が関与していたが、2015年にもはアフリカ南東部にあるモザンビーク共和国の首都マプトで、駐南ア北朝鮮大使館参事官が北朝鮮の工作員と共に拘束されて、車内には10万ドル（約1120万円）近い現金と4.5kgの違法密猟したサイの角が発見されたが翌2016年に釈放されている。南アフリカ共和国には北朝鮮大使館があるが、南アフリカ共和国は北朝鮮に大使館を置いていない。

#### ナイジェリア
ナイジェリアには北朝鮮大使館があり、北朝鮮の平壌に在北朝鮮ナイジェリア大使館を置いている。

#### アルジェリア
アルジェリアには北朝鮮大使館があるが、アルジェリアは北朝鮮に大使館を置いていない。

#### ウガンダ
ウガンダには北朝鮮大使館があったが、2023年10月末に閉鎖され、ウガンダは北朝鮮に大使館を置いていない。2015年時点でも北朝鮮の友好国のひとつである。 北朝鮮の高官による訪問が続いている。長年続いた軍事などの協力は解消したとされ、現在の大統領とは多少不和はあるものの国交を保っている 。

#### タンザニア
タンザニアには北朝鮮大使館があるが、タンザニアは北朝鮮に大使館を置いていない。

#### エチオピア
エチオピアには北朝鮮大使館があるが、エチオピアは北朝鮮に大使館を置いていない。

#### 赤道ギニア
赤道ギニアには北朝鮮大使館があるが、赤道ギニアは北朝鮮に大使館を置いていない。テオドロ・オビアン・ンゲマ大統領が率いる赤道ギニア政府はアフリカ第三位の石油国であり、2001年には大統領警護体制を構築し、7つの主要都市に監視カメラ網と通信設備を設置する30億ドル規模の事業を赤道ギニアに駐在する北朝鮮のIT関連代表部が受注している。このように、北朝鮮が外貨を稼ぐための貴重な国である。

#### ギニア
ギニアには北朝鮮大使館があるが、ギニアは北朝鮮に大使館を置いていない。2017年9月に北朝鮮の建国69周年に際し、ギニアのアルファ・コンデ大統領が金正恩に祝電を寄せた。

#### セネガル
セネガルには北朝鮮大使館があるが、セネガルは北朝鮮に大使館を置いていない。2017年9月に北朝鮮の建国69周年にセネガルのマッキー・サル大統領は金正恩に祝電を寄せた。

#### コンゴ民主共和国
コンゴ民主共和国には北朝鮮大使館があるが、コンゴ民主共和国は北朝鮮に大使館を置いていない。2017年9月に北朝鮮の建国69周年に際し、コンゴ民主共和国のジョゼフ・カビラ大統領が金正恩に祝電を寄せた。

#### コンゴ共和国
北朝鮮と国交を有しているが、国内に北朝鮮大使館はない。2017年9月に北朝鮮の建国69周年に際し、コンゴ共和国のドニ・サスヌゲソ大統領は金正恩に祝電を寄せた。

### オセアニア

#### オーストラリア
1974年に最初にキャンベラに開設したが、1975年末には外交官を引き上げ、平壌からもオーストラリアの外交官を追放した。2002年5月、再びキャンベラに大使館を開設したが、2008年、北朝鮮は経済的困難を理由に同大使館を閉鎖した。大使館のスポークスマンであるパク・ミョングクは「ここオーストラリアで生活するにはとてもお金がかかる。我々の経済的な状況が解決すれば、またキャンベラに大使館が設立されると思う」と語った。以降は、韓国ソウルの大使館を通じて外交関係を維持。年間およそ500万ドルの人道支援も行なっている。2012年12月にはオーストラリア側から大使館の再開設を要求。2013年1月、ボブ・カー外相は、キャンベラに再び開きたいとの北朝鮮が伝えてきたことを外務省が明らかにした上で、意向を歓迎。「大使館がキャンベラにできれば、北朝鮮の悲惨な人権状況について我々の深い憂慮を伝えられるようになるだろう」、（強制収容所に政治犯が収容されていることを踏まえて）「彼らは餓死したり、死刑に処されている」と語った。しかし、同年2月に再開された核開発に反発を示し、3月7日には大使館再開設は中止が決定された。
2017年8月11日にオーストラリアのマルコム・ターンブル首相はラジオ番組でのインタビューで「アメリカ合衆国にとって、オーストラリアほど強力な同盟国はいない」、「北朝鮮によるアメリカ合衆国への攻撃があった場合、オーストラリア・ニュージーランド・アメリカ合衆国相互安全保障条約（アンザス条約）に基づいて、オーストラリアはアメリカ合衆国の支援に向かう」と宣言した
。

#### ニュージーランド
北朝鮮が現在の独裁体制を確立して以来、両国の国交はほとんどなかった。1950年代、朝鮮戦争でニュージーランドは国連軍に参加し、米国、韓国とともに北朝鮮と戦った。それ以降、ニュージーランドと北朝鮮は接触する機会がほとんどなかったが、2001年、ニュージーランドのフィル・ゴフ外務大臣と白南淳外相は会談し、その後国交を樹立した。ニュージーランドは駐北朝鮮大使を任命しておらず、駐韓国大使が兼務している。
2007年11月20日、ニュージーランドのウインストン・ピータース外務大臣は平壌を訪問し、2日間の滞在中、金永南首相と会談した。ニュージーランドは北朝鮮と農業、スポーツ選手の育成、環境保護などの分野で協力することを期待している。

### 中東

#### エジプト
エジプトには北朝鮮大使館があり、北朝鮮の平壌に在北朝鮮エジプト大使館を置いている。中東・北アフリカにおける北朝鮮の重要な軍事・貿易相手国である。しかし、国連の制裁決議を受けて北朝鮮の駐エジプト大使の国外追放 が2016年に行われ、2017年には軍事関係の断絶が表明された。

#### イスラエル
北朝鮮はイスラエルを承認しておらず、その代わりにイスラエル領内のパレスチナ自治政府の領土の主張を承認している。過去において、北朝鮮はイランやシリア、リビア、エジプトなどイスラエルと敵対してきた国にミサイル技術を提供し、それらの国は北朝鮮と核開発計画において協力を維持してきた。北朝鮮はガザ戦争においてイスラエルがシリアの領空を侵犯したと非難した。2007年9月6日、イスラエル空軍はシリアのデリゾール市を空爆した。メディアの報道やIAEAの査察報告によると、空爆のため10人の北朝鮮の科学者が死亡した。北朝鮮は現在イスラエル市民の入国を禁止している。

#### イラン
イランと北朝鮮の関係は両国の通信社によると良好なものであるとされている。イランと北朝鮮は教育、科学、文化の分野で協力することを約束した。北朝鮮はイランに核開発の支援を行っている。
かつてのイラン・イラク戦争時には北朝鮮は非公式の兵員や兵器と軍事顧問でイランを支援しており、イランと戦っていたサダム・フセイン政権下のイラクとは1980年10月に国交断絶をしている。イランには北朝鮮大使館があり、北朝鮮の平壌に在北朝鮮イラン大使館を置いている。

#### シリア
シリアとは反米的なハーフィズ・アル＝アサド政権成立以来の友好関係にあり、シリアと北朝鮮の間には軍事交流が存在する。
シリアには北朝鮮大使館があり、北朝鮮の平壌に在北朝鮮シリア大使館を置いている。
シリアは長らく朝鮮民主主義人民共和国との友好関係を考慮し、大韓民国との国交を有していなかった。しかし、ハーフィズ・アル＝アサドの息子バッシャール・アル＝アサドによる独裁政権が2024年12月8日に崩壊。それに伴い樹立した暫定政権は韓国との外交関係の構築に注力し、2025年4月10日、両国は正式に国交を樹立した。

#### リビア
リビアには北朝鮮大使館があるが、リビアは北朝鮮に大使館を置いていない。

#### クウェート
クウェートには北朝鮮大使館があるが、クウェートは北朝鮮に大使館を置いていない。
2017年8月、国連安全保障理事会による制裁決議を受けて、クウェートは北朝鮮労働者へのビザ発給を停止するとともに北朝鮮との間の直行航空便を廃止。クウェートに滞在する約6,000人の出稼ぎ労働者が影響を受けた。在クウェートの北朝鮮大使を国外追放したと報道された。

#### カタール
2017年9月、国連安全保障理事会による制裁決議を受けて、カタールは北朝鮮労働者へのビザの新規発給、更新の停止を発表した。

#### アラブ首長国連邦
2017年10月、アラブ首長国連邦(UAE)は、平壌駐在の大使の任務を終了させるとともに、北朝鮮国民に対するビザの新規発給、更新を停止した。

#### ヨルダン王国
ヨルダンは2017年5月に北朝鮮国民に対するビザの発給を停止しており、2018年2月1日に北朝鮮と国交断絶したことを発表した。

#### パレスチナ
北朝鮮はパレスチナを国家承認している上、長年の支援関係がある。

### 中南米
2017年8月中旬の南米歴訪中にアメリカのマイク・ペンス副大統領はメキシコ・ペルー・ブラジル・チリに対し外交・経済面など全ての関係を断絶するように強く促すと呼び掛けた。

#### メキシコ
メキシコには北朝鮮大使館があるが、メキシコは北朝鮮に大使館を置いていない。メキシコはブラジル共に伝統的に北朝鮮と交流が深く、アメリカの民間機関の統計で2015年に石油製品を中心に約4600万ドル分（約51億円）を北朝鮮に輸出するなど北朝鮮の貿易相手国として7位である
。2017年9月7日、メキシコ政府は駐メキシコ北朝鮮大使をペルソナ・ノン・グラータに指定し、72時間以内に国外追放すると発表した。

#### ペルー
ペルーには北朝鮮大使館があるが、ペルーは北朝鮮に大使館を置いていない。ペルーは2015年の北朝鮮との貿易取引額で16位だった。2017年9月11日にペルーの外務省は、北朝鮮の核・ミサイル開発を理由に、駐ペルー北朝鮮大使をペルソナ・ノン・グラータに指定し、5日以内の国外退去を要求した 。

#### ベネズエラ
ベネズエラには北朝鮮大使館があり、平壌にはベネズエラ大使館が置かれている。

#### ハイチ
ハイチは北朝鮮と国交を有していないが、2017年4月時点で北朝鮮人がビザなしで入国できる38カ国の一つだと報道されている。

#### ブラジル
ブラジルには北朝鮮大使館があり、北朝鮮の平壌に在北朝鮮ブラジル大使館を置いている。ブラジルは北朝鮮と相互に大使館を開設しているなど伝統的に北朝鮮と交流が深く、ロイター通信によると2016年にも北朝鮮から870万ドル分（約10億円）の輸入している。ブラジルは近年は取引額が急減しているものの、北朝鮮に銅鉱石を輸出している。北朝鮮と断交することをアメリカからメキシコ、ペルー、チリを名指しで求めていた。アメリカから要請を受けていた同様に北朝鮮と関係が深かったメキシコも2017年の6回目核実験とミサイル発射で大使を追放したが、動きを見せていないままである。

#### キューバ
1959年のキューバ革命以後、キューバのフィデル・カストロ体制と北朝鮮は反米を共通政策に友好関係を保ってきた。キューバには北朝鮮大使館があり、北朝鮮の平壌に在北朝鮮キューバ大使館を置いている。
キューバは北朝鮮との友好関係により、韓国との国交を樹立していなかったが、2024年2月14日、両国は国交を樹立した。

### 北米

#### アメリカ合衆国
米朝関係は主に1950年6月25日の朝鮮戦争勃発から1953年7月27日の朝鮮戦争休戦協定署名までの間に発展してきた。冷戦中に両国は度々軍事衝突を起こし、1968年にプエブロ号事件が、1969年にアメリカ海軍EC-121機撃墜事件が、1976年8月18日にポプラ事件が発生している。しかし、近年米国は北朝鮮の核開発に対して大いなる疑惑を抱いてきた。そして、差し迫った米国の攻撃に対する危機感から北朝鮮の国交正常化の望みはいっそう強くなっている。
冷戦時代の政治の副産物として両国の間には大いなる敵意が未だに残留しているが、米朝間のそうした紛争や憎しみの感情は早くからあった。19世紀中頃、李氏朝鮮は西洋に交易の門戸を閉ざしていた。1866年のジェネラル・シャーマン号事件では、李氏朝鮮政府が通商条約の交渉のために送られた米国の武装商船の入国を拒否した後、両国が戦火を交え、朝鮮民衆の攻撃により、ジェネラル・シャーマン号の乗組員が殺害された。その後、米国は報復を行い、1871年に辛未洋擾が勃発した。
2017年4月7日にマー・ア・ラゴにおいて、中国の習近平総書記（国家主席）とアメリカのドナルド・トランプ大統領が米中首脳会談を行ったが、その会話の内容をドナルド・トランプ大統領が『ウォール・ストリート・ジャーナル』のインタビューで話し、習近平が「朝鮮半島は中国の一部だった」と発言したことを明らかにし、「習近平主席が中国と朝鮮半島の歴史について話した。数千年の歴史と数多くの戦争について。朝鮮は実は中国の一部だった」「朝鮮は実際に中国の一部だった（Korea actually used to be a part of China）」「習主席から中国と韓国の歴史について聞いた。北朝鮮ではなく韓半島全体の話だった。（中国と韓国には） 数千年の歳月の間、多くの戦争があった」「（習主席の歴史講義を）10分間聞いて（北朝鮮問題が）容易ではないことを悟った」と語った。
2017年からは度重なる核実験や弾道ミサイルの発射に対して2017年北朝鮮危機が起き、ドナルド・トランプ大統領が国連の一般討論演説にて日本人拉致問題などに触れた上で金正恩を「ロケットマン」と名指しし、｢米国と同盟国の防衛が脅かされた場合は北朝鮮を完全に壊滅せざるを得ない」と発言している。これに対して最高指導者名義では北朝鮮史上初 の声明を金正恩は発表し、トランプを名指しで「世界の面前で私と国家の存在自体を否定して侮辱し、我が共和国を滅ぼすという歴代で最も凶暴な宣戦布告をしてきた」「国家と人民の尊厳と名誉、そして私自身の全てを懸け、我が共和国の絶滅を喚いた米国執権者の暴言に代価を支払わせる」 と猛反発した。しかし、2018年からは緊張緩和の方向となり、6月に史上初の米朝首脳会談が行われた。

#### カナダ
カナダはアジア太平洋地域において北朝鮮が不安定要素の原因になっているとして北朝鮮との貿易をほとんど行っていない。両国は2001年2月、国交を樹立した。しかし、両国はともに大使館を設置していない。カナダはソウルの駐韓国大使が北朝鮮大使を兼ねており、北朝鮮は国連大使がカナダ大使を兼ねていた。2010年、天安沈没事件によってカナダは北朝鮮との外交関係を断絶した。

### ヨーロッパ
平壌にはヨーロッパではポーランド、ドイツ、イギリス、スウェーデンなどの大使館がある。EU外相は9月初旬の核実験を受けて、2017年10月16日に北朝鮮への原油輸出禁止措置や北朝鮮へのあらゆる投資の禁止措置を含む新たな制裁措置を採択した。欧州連合から北朝鮮に送金の減少などによるの北朝鮮のEU内での外貨獲得阻止効果があると見られている。北朝鮮の大使館のあるヨーロッパの国でスイス、ベラルーシはEU非加盟国である。

#### EU
2016年にヨーロッパに対して北朝鮮が教育目的で派遣した留学生が大幅に増えた一方、外貨稼ぎ目的派遣した北朝鮮労働者は急減したことが2017年12月28日に欧州連合統計機関ユーロスタットの資料で判明した。3カ月以上の滞在目的に初めてEU加盟国の居住証の発給を受けた北朝鮮人は312人で、2015年に比べ30人減少した。2008年に初めてEU加盟国の居住証の発給を受けた北朝鮮人3748人をピークに減少傾向にあり、海外居住北朝鮮人から脱北者が続出したことから北朝鮮本国による身元検証強化と家族同伴が禁じられて家族分の人数が減少したからと見られている。　2016年は教育目的で居住証発給を受けた北朝鮮人が前2015年の46人より大幅に多い175人となり、居住証受領者の56％を占めた。1年以上の長期滞在が可能な居住証受領者が教育目的では93人（53％）で留学者の半分以上だった。2016年に就労目的でEU居住証の発給を受けた北朝鮮人は65人で、2015年の245人から減少した背景には北朝鮮労働者を特に多く受け入れてきたポーランドの発給数が2015年の202人から2016年に53人に減少したことにある。

#### ドイツ
ドイツには北朝鮮大使館があり、北朝鮮の平壌に在北朝鮮ドイツ大使館を置いている。
建国から20世紀まで北朝鮮はドイツ民主共和国（東ドイツ）のみと国交を結んでおり、ドイツ連邦共和国（西ドイツおよび統一ドイツ）との国交はなかった。1990年に東ドイツが消滅するまで北朝鮮と東ドイツは友好関係を維持してきた。1990年に東ドイツが消滅したことにより北朝鮮はドイツを代表する唯一の国家となったドイツ連邦共和国と国交がない状態が続いていたが、2001年にドイツと国交を樹立した。
ベルリンにある北朝鮮大使館が、大使館の敷地で外貨稼ぎのために現地のトルコ系企業EGI社との間で建物と敷地を毎月3万8000ユーロ（約498万7000円）で貸し出して運営されている宿泊施設CITY HOSTEL BERLINの賃料収入に対する税金を納めず、総額約1千万ユーロの納税を地元当局から求められても長年拒否してきたことが報道された。なお、2020年始め営業停止が確認されている。2018年2月3日にドイツの情報機関である連邦憲法擁護庁のハンス＝ゲオルク・マーセン長官はドイツ公共放送連盟（ARD）におけるインタビューでベルリンの在ドイツ北朝鮮大使館を通じた技術調達活動や駐独北朝鮮外交官が化学兵器開発に利用する機器の入手の証拠を明らかにした。そして、北朝鮮が大使館を工作拠点にして核及び兵器開発のための機器・技術を入手することに利用していた事実を明らかにした。

#### イギリス
韓国と北朝鮮の南北関係の改善に従い、2000年12月12日、北朝鮮とイギリスは国交を樹立し、ロンドンと平壌に大使館が設けられた。イギリスは北朝鮮の官僚に英語や人権についての訓練を施し、北朝鮮政府に対し国連人権状況特別報告官の訪問を受け入れるよう求めており、また、英国は二国間の北朝鮮における人道プロジェクトを監督していた。イギリスには北朝鮮大使館があり、北朝鮮の平壌に在北朝鮮イギリス大使館を置いている。2017年8月末に訪日したテリーザ・メイ首相は安倍晋三首相と会談を行い、北朝鮮問題で日英は連携することで一致した。ロイター通信によるとイギリス政府は北朝鮮が8月29日に日本上空に弾道ミサイルを発射したことに抗議するため、北朝鮮大使を召喚したと発表した。マーク・フィールドアジア太平洋担当大臣は声明で、「大使の召喚によって北朝鮮が中距離弾道ミサイルを日本上空に発射したことに対する強い非難を明確にした。」と強調して核・弾道ミサイル開発を中止して国際社会と対話をすることを要求した。2016年に教育目的でEUから居住証の発給を受けた北朝鮮人が2015年の46人より大幅に多い175人となり、北朝鮮の居住証受領者の56％を占めている。2016年の教育目的で派遣された175人の中でイギリスが北朝鮮の留学生派遣先として105人で最多、その中で79人が1年以上の長期滞在者であるなど人気である。

#### フランス
フランスと朝鮮民主主義人民共和国の公式な国交はない。フランスは欧州連合で北朝鮮を国家承認していない2つの国のうちの1つであり、もうひとつはエストニアである。そのため、フランスは韓国が主張する朝鮮半島全土の領有を認めている。平壌にはフランス大使館や他のいかなる形の外交官もおらず、パリにも北朝鮮大使館はないが、外交事務所がヌイイ＝シュル＝セーヌ近郊にある。
フランスの公式な立場は北朝鮮がもし核兵器開発を放棄し、人権の状況が改善されれば国交を樹立するとされている。

#### チェコ
チェコには北朝鮮大使館があり、北朝鮮の平壌に在北朝鮮チェコ大使館を置いている。

#### ブルガリア
ブルガリアはヨーロッパで北朝鮮と緊密な関係で、2017年時点でも北朝鮮にとって外貨が稼げる国である。両国は1948年11月29日に国交を樹立し、1970年、文化や科学の分野で協力を行う二国間合意に署名した。金日成はブルガリア人民共和国を1950年代に始めて訪れ、1975年に再び訪問した。ブルガリアのボランティアは朝鮮戦争の間、衣服や食料など基本的な生活物資の援助を行った。東欧で社会主義国が崩壊した後も、両国は活発な関係を維持している。平壌の外国語研究所にはブルガリア語科がまだある。過去において、両国はスポーツの分野で密接な協力を行い、現在も以前ほどではないがそれらの協力を維持している。ブルガリアには北朝鮮大使館があり、北朝鮮の平壌に在北朝鮮ブルガリア大使館を置いている。首都ソフィア南部の敷地内で週数回パーティーが行っている。騒音で地元住民たちが警察に通報するなど苦情の対象になっているが、建物屋上で花火も行われている。北朝鮮様々な外貨稼ぎ事業に活用しているが、外交公館を金儲けに活用するのは国際法上、不法であるが大使官邸だった「テロレジデンス」という建物を地元業者に賃貸し、結婚式場として貸したり、雑誌の写真やミュージックビデオ、テレビ広告の撮影などにも活用して外貨稼ぎをしている。

#### ポーランド
ポーランドはヨーロッパで北朝鮮と国交と貿易関係を緊密に維持している数少ない国である。ソ連の傀儡国家だったポーランド人民共和国は1948年10月16日に国交を樹立した。民主化以後もポーランドには北朝鮮大使館があり、北朝鮮の平壌に在北朝鮮ポーランド大使館を置いている。ポーランドと北朝鮮は外務次官級の関係を維持している。2016年に就労目的でEU居住証の発給を受けた北朝鮮人は65人で、2015年の245人から減少した背景にはポーランドの発給数が2015年の202人から2016年に53人に減少したことにあるほど北朝鮮労働者を特に多く受け入れてきた。2017年時点でも外貨稼ぎの製薬会社から広告会社、ヨットクラブなど様々な約40の北朝鮮企業や団体などが首都ワルシャワ駐在の北朝鮮大使館の住所を登録して活動していると報道された。
2017年9月にはポーランドは周囲の国からの非難報道を受けて、中央政府が止めた後も継続していた自国の地方政府に対し国連安全保障理事会決議に基づき、北朝鮮労働者に対する雇用許可証、臨時居住証の発行審査を中止するよう指示した。

#### ルーマニア
ルーマニアには北朝鮮大使館があり、平壌に在北朝鮮ルーマニア大使館を置いている。

#### スペイン
- 2014年に首都マドリードに北朝鮮大使館が開設されて、大使1人と外交官2人が駐在している[138]。スペインには北朝鮮大使館があったが、2023年10月末に閉鎖され、スペインは北朝鮮に大使館を置いていない[6]。
- スペイン外務省は2017年8月31日に北朝鮮による度重なるミサイル発射・核実験・弾道ミサイル開発は「地域と世界の安全に深刻な脅威をもたらしている」と非難・抗議して駐スペイン北朝鮮大使に大使1人と外交官2人が駐在している首都マドリードの北朝鮮大使館にいる外交官2人のうち1人の同日内までの国外退去による職員の削減を要求した[138]。

#### ポルトガル
1975年よりカーネーション革命後のポルトガルは他の西欧諸国に先んじて北朝鮮と国交を結んで「欧米で北朝鮮に最も近い国」 と評され、金正日の長男である金正男はポルトガルの旧植民地である中国のマカオで生活してマカオのバンコ・デルタ・アジアには北朝鮮の秘密資金が集められて金正日総書記の個人口座もあったとされる。金永南はフランシスコ・ダ・コスタ・ゴメス元大統領が亡くなった際、ジョルジェ・サンパイオ大統領に弔辞を送ったり、アニーバル・カヴァコ・シルヴァがポルトガルの大統領選で勝利した際に祝福するなど両国の良好な関係を確認する声明を発表している 。しかし、2017年にポルトガルは外交関係の断絶を表明した。

#### スイス
スイスは永世中立国という観点から、また金正男、金正哲、金正恩、金与正といった金正日の子供たちが留学していたこともあり、北朝鮮においての重要度は高い。また前外相、李洙墉は前職はスイス大使として、李徹という通名でスイス留学中の金正恩の親代わりとして監護をした。また、金正日の信任が厚く、この駐スイス大使時代、金正日の秘密資金の管理をしていたこともある。
スイスには北朝鮮大使館があるが、スイスは北朝鮮に大使館を置いていない。

#### オーストリア
オーストリアは国際原子力機関の本部を抱えている都合、北朝鮮にとっては重要の高い国である。また前大使、金光燮は1993年から2020年まで大使に在任していた。これだけの長期間にわたって大使でいた理由は、妻が金平一の実姉、金敬真ということで、義弟の金平一（前駐チェコ大使）ともども、金正日、金正恩からその動向が監視対象になっていたからである。
オーストリアには北朝鮮大使館があるが、オーストリアは北朝鮮に大使館を置いていない。

#### スウェーデン
スウェーデンには北朝鮮大使館があり、北朝鮮の平壌に在北朝鮮スウェーデン大使館を置いている。また、このスウェーデン大使館が北朝鮮と国交のない米国の利益代表部を兼ねている。

#### イタリア
イタリアには北朝鮮大使館があるが、イタリアは北朝鮮に大使館を置いていない。2000年に北朝鮮がローマに本部を置く国連食糧農業機関（FAO）など北朝鮮に対して食料など援助を行なう国際機関との連携強化とローマ教皇庁との関係正常化のために、イタリアは北朝鮮問題を利用してEU内で主導権を得られるだろうとして国交を結んだ。イタリアはG7で初めて北朝鮮と国交を結ぶことで北朝鮮との関係樹立に関してアメリカをきにしていた各国が国交樹立に動き出し、北朝鮮がヨーロッパで足場を築くのを助けた。
2017年に相次ぐ核実験とミサイル発射を受けて、首都ローマの北朝鮮大使のみを追放したが、大使館や領事館は残して国交は維持すると表明した。

#### ロシア
ロシアと北朝鮮の関係はロシアの朝鮮半島の平和と安定の維持を望むという戦略的な関心からきている。また大使も中国と並んで別格扱いになり、また長期にわたって安定した関係をということで、比較的大使の在任期間は長い目になる。（2021年現在は申紅哲、平均すると約6年から8年程度）。北朝鮮核問題に対するロシアの公式な立場は外交と交渉を通じた平和的な解決を支持するというものである。ソビエト連邦の崩壊と冷戦終結の国際情勢の変化もあって、1990年代初頭には両国関係はKGBによる北朝鮮クーデター陰謀事件でほぼ停滞し、ロシアは北朝鮮より韓国を重視するようになった。1996年に相互援助条約は期限切れを迎え、軍事同盟条項を削除した「露朝友好協力条約」の締結交渉に入ったことで両国関係は次第に改善されていった。2000年に新たにロシアと「ロ朝友好善隣協力条約」を締結した。
国際連合安全保障理事会決議1718から国連の対北制裁決議に拒否権を行使したことはなく、経済制裁も実施しており、北朝鮮から中国とともに「米国に追従した国」と非難されることもある。2017年に北朝鮮の個人やグループが関係する医療分野以外の科学技術協力禁止や銀行口座の規制など様々な制裁を命じた大統領令を発動しており、北朝鮮労働者の受け入れも中止し、これを受けて北朝鮮は中露に派遣している労働者に帰国を命じ、ロシアも滞在許可を1年 に縮めて送還を始めている。一定の関係は維持して万景峰号を使った羅先との定期航路も開設されたが、ロシア当局からの入港拒否もたびたび起きている。
張成沢の粛清で中朝関係が冷え込むなか、崔竜海・朝鮮労働党書記がロシアを訪問するなどロシアに急接近する姿勢が目立っているとされたが、地対空ミサイル購入交渉などでロシアとの交渉窓口だった玄永哲の粛清や2015年モスクワ対独戦勝記念式典の金正恩の出席中止からロシアとの関係も再び冷え込んだともされる。2013年にはロシア漁船への北朝鮮当局の銃撃事件、2015年や2016年には北朝鮮漁船とロシア国境軍の武力衝突で死傷者も出し、北朝鮮当局のロシア船拿捕が起きている。
2018年3月にRIAノーボスチ通信にてプーチン大統領が発表した年次教書演説の「同盟国に対する核攻撃も、ロシアへの核攻撃とみなし、直ちに報復する」との内容と関連し、ウマハノフ上院副議長は北朝鮮は第三国からの核攻撃から保護するロシアの同盟国に該当しないと説明した。ウマハノフ副議長は、プーチン大統領が言及した核攻撃の保護対象国は、ロシアが国際条約により同盟関係を結んでいる国とし、北朝鮮とそのような条約を締結したことはないと説明した。
2018年5月31日、金正恩は訪朝したロシアのセルゲイ・ラブロフ外相と最高指導者就任後初のロシア政府要人との会談を行い、ロシア国営テレビでラブロフ外相と握手する無表情の金正恩が口角を上げたように映像を改竄されて話題となった。
2022年より始まったロシアのウクライナ侵攻、ならびに北朝鮮の核問題に端を発したこの両国の間で2024年にロ朝戦略的パートナーシップ条約が結ばれた。これによりロシアはそれまでの韓国より北朝鮮を重視するようになった。